# リニアエアロスパイクエンジン

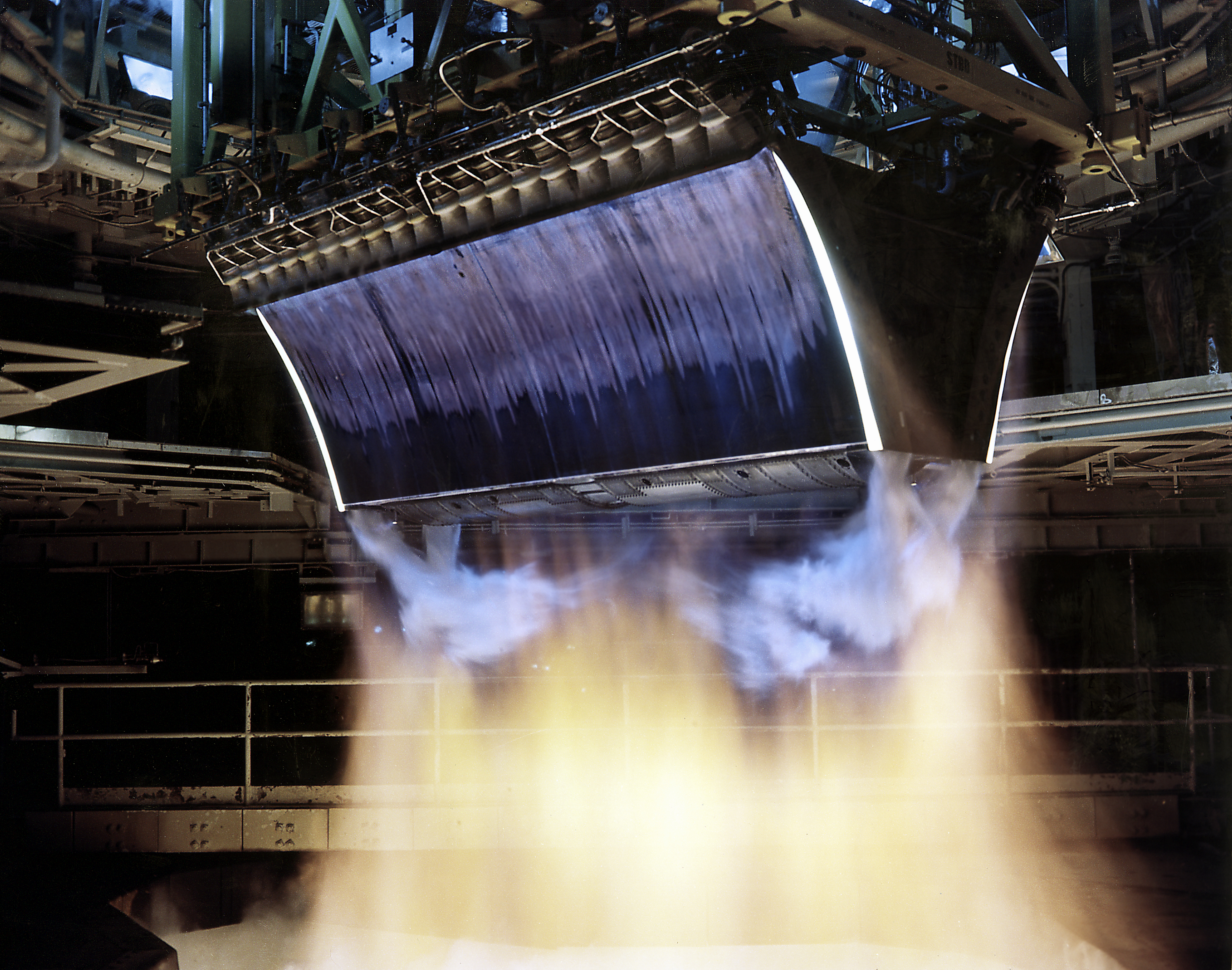
ロケットダインXRS-2200

リニアエアロスパイクエンジンとは、高度に関係なく高い推力と比推力を発揮できるエアロスパイクエンジンで、かつリニア（線形）の名の通り燃焼室を直線状に並べた液体燃料ロケットエンジンを示す。
実際に開発された事例としては、1990年代にNASAのX-33およびベンチャースターのために開発されたロケットダインXRS-2200がある。SSTO（単段式ロケット）において必要な打ち上げ能力を提供することが期待されたが、2022年現在いまだ実用化には至っていない。

## 原理

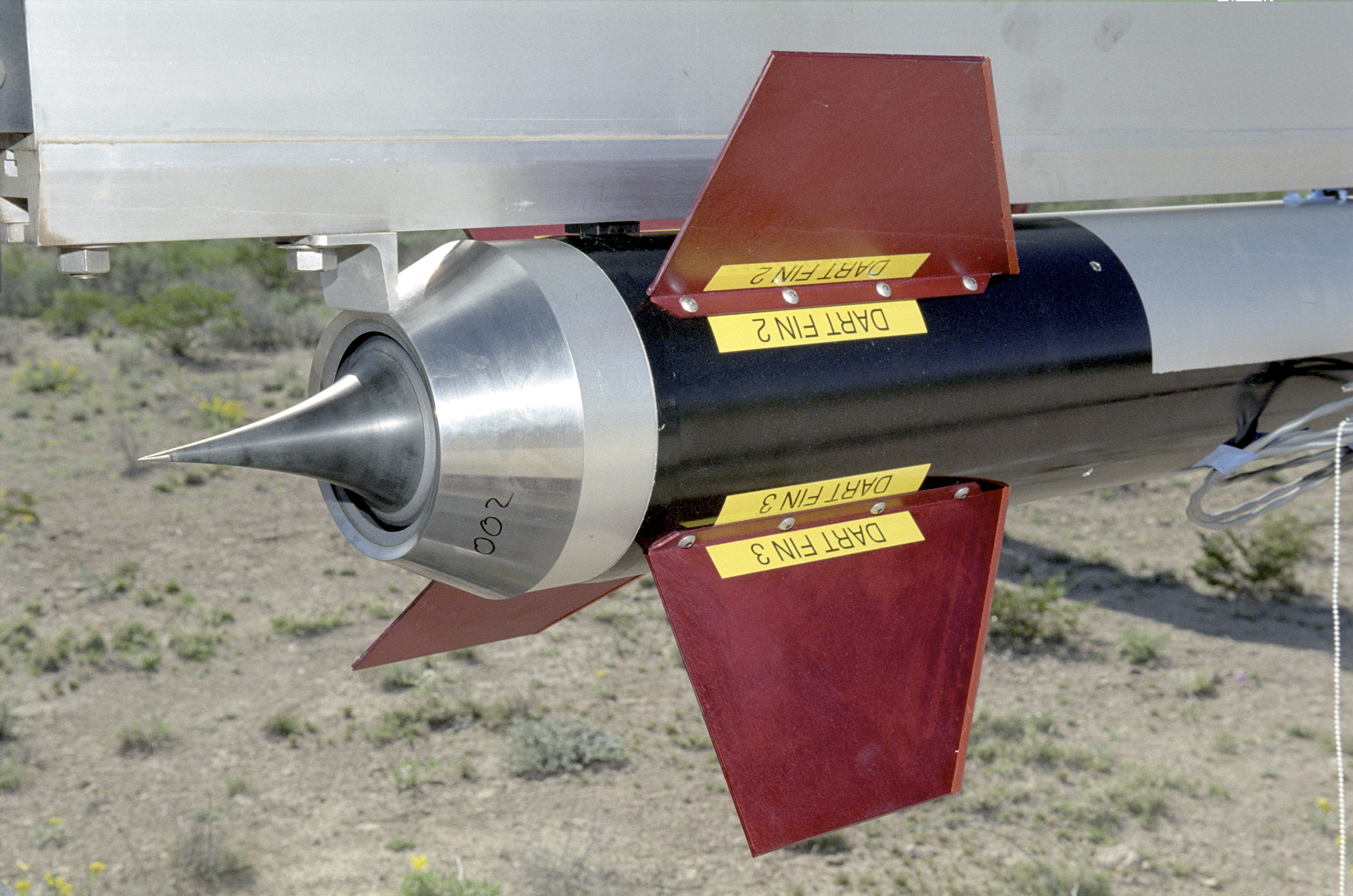
円形のエアロスパイクノズル

一般的に、ロケットエンジンの推力を決定する大きな要因は燃焼圧力と外部圧力の比である。地上では気圧、即ち外部圧力が高く、推力と比推力は低下する。発射後上昇して高度が増すにしたがって外部圧力が低下するので推力は増加する。現行のロケットエンジンに搭載されているコニカル型、およびベル型のロケットエンジンノズルは、中心に配置された燃焼室から高圧ガスを噴出し、ノズルの内壁に沿って膨張させる。ラバール・ノズル形状で最適となる外部圧力は設計時に定められた特定の値に限られ、それ以外の圧力、即ち高度では効率が下がり、ロケットの性能に少なからず影響する。例えばSSMEを例にとると、真空中では秒速4,400メートルの噴射速度を達成するが、海面高度では秒速3,500メートル程度しか発揮できない。それ故に多段ロケットにおける第1段のエンジンは相対的に高い能力を確保するために燃焼圧力を高めに設計する。
しかし、燃焼圧力を高めればそれだけ燃焼室の強度が要求され、また推進剤も高圧で噴射しなければならず、技術的な困難が伴う。また、高度上昇に伴う外部圧力の変化に対応してノズル形状を変える伸展ノズルやデュアル･ベルノズルもエンジン質量の増加や燃焼ガスの制御など課題がのこる。
一方で、高度に関係なく能力を発揮するノズルとしてスパイク型が研究されていた。スパイク型ノズルはコニカル型、ベル型ノズルと構造が大きく異なり、燃焼室が中心ではなく円状にならんでおり、中央に突き出されたスパイク（突起）と周囲の空間そのものをノズルとして使う。即ち、外部圧力に応じて燃焼ガスが自然に最適な噴射構造を決定する。そのため、スパイク型ノズルは海抜0メートルから真空中までほぼ100%の能力を発揮し、ロケットの能力を大きく向上させるものとして期待されていた。また、スパイク型はベル型などに比べて全長を短く出来るという地味だが重要な特徴を持つ。
しかし、その構造ゆえに冷却が困難という重大な問題があったため、現在まで実用化されることはなかった。

## 構造

ベル型ノズルのエンジンとリニアエアロスパイクエンジンの比較

リニア（Linear:線形）の名の通り、リニアエアロスパイク・エンジンは燃焼室が直線状に並び、突起も直線状である点がスパイク型ノズルと異なるが、断面の形状は同じであり、スパイク型ノズルと同じ特徴やメリットを持つ。
小型の燃焼器は二次元スパイクの上端に内側、つまりスパイク側を向くよう取り付けられており、高速で噴射された燃焼ガスはスパイク表面に沿って流れる。燃焼器の断面は四角形で隣同士と密着するように整形されている。
エンジン自体は傾けることが出来、ベクター・スラストが可能である。

## 現在
ロケットダインXRS-2200はX-33用に、その高い能力をもってSSTOを実現するため開発された。途中、突然の推力低下や異常燃焼などに悩まされつつも、結果的に安定した動作を達成した。XRS-2200はX-33、ひいては拡大実用版であるベンチャースターにも搭載される予定であった。
しかし、本体であるX-33の開発が困難を極め、最終的に予算超過で凍結となる。これに伴い、リニアエアロスパイク・エンジンは実際に飛行することも搭載されることもなく、その使命を終えた。